# Conisania meszanesi
Conisania meszanesi là một loài bướm đêm trong họ Noctuidae.